# Международный аэропорт имени Джеймса Армстронга Ричардсона

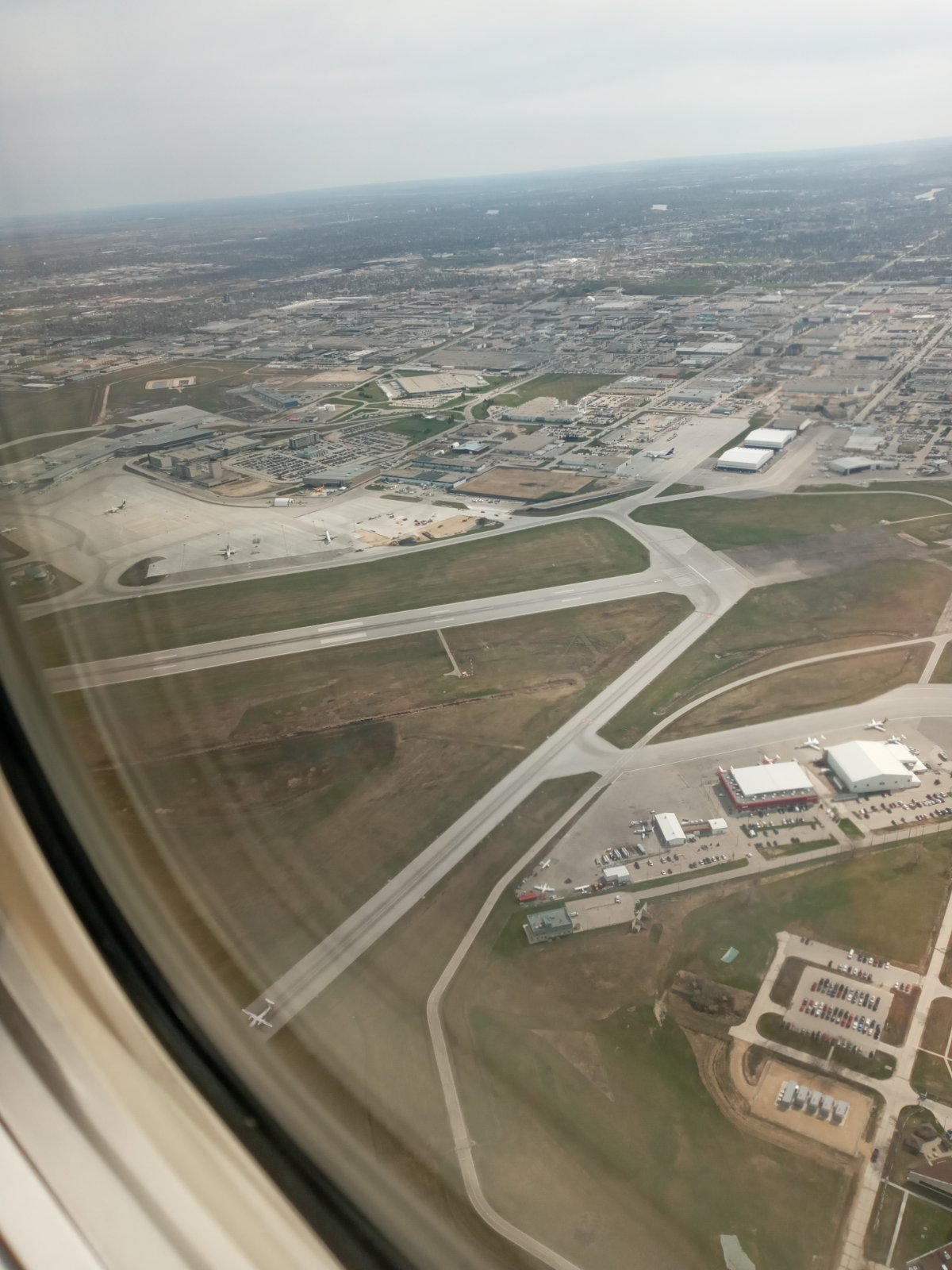
Вид на аэропорт с борта самолёта

Международный аэропорт имени Джеймса Армстронга Ричардсона в Виннипеге (также известный как Международный аэропорт Виннипега или Аэропорт Виннипега) (ИАТА: YWG, ИКАО: CYWG) — международный аэропорт, управляемый Транспортной службой Канады, расположенный в Виннипеге, Манитоба, Канада. Это седьмой по загруженности аэропорт Канады по пассажиропотоку, обслуживший 3 031 113 пассажиров в 2022 году и 11-й по загруженности аэропорт по количеству движения самолётов. Является домашним для пассажирских авиакомпаний Calm Air, Perimeter Airlines, Flair Airlines и грузовой авиакомпании Cargojet, является приоритетным направлением для компании WestJet. Аэропорт расположен рядом с базой канадских вооруженных сил Виннипег.
Международный аэропорт Виннипега является единственным крупным аэропортом на большой территории, в том числе, соседнего Северо-Западного Онтарио и Нунавута. Входит в Национальную системы аэропортов Канады и является одним из восьми канадских аэропортов, которые имеют пункты предварительной проверки на границе США.
Из аэропорта ежедневно выполняются прямые рейсы по всей Канаде, а также в США, Мексику и страны Карибского бассейна. Аэропорт также обслуживает регулярные рейсы в небольшие населённые пункты в Северной Манитобе, на северо-западе провинции Онтарио, а также в Нунавуте.

## История
Аэропорт был открыт в 1928 году под названием «аэродром Стивенсон», в честь известного авиатора Манитобы капитана Фреда Дж. Стивенсона. Аэродром Стивенсон, также известный как Стивенсон Филд, был первым международным аэропортом Канады, в котором компания Northwest Airways (которая стала Northwest Airlines) 2 февраля 1931 года открыла пассажирское и почтовое сообщение между Виннипегом и Пембиной, Северная Дакота
В 1936 году администрация города и муниципалитет Сент-Джеймс договорились развивать Стивенсон-Филд как современный муниципальный аэропорт. В 1940 году, во время Второй мировой войны, правительство Канады передало аэропорт в ведение министра транспорта и Королевских ВВС Канады, где он оставался до 1997 года
В 1940 году компания Trans-Canada Air Lines (TCA) выполняла ежедневные трансконтинентальные рейсы по маршруту Монреаль — Оттава — Норт-Бэй — Капускасинг — Вагейминг — Виннипег — Регина — Летбридж — Ванкувер на самолёте Lockheed Model 10 Electra.

### Послевоенный период
В 1962 году Стивенсон Филд был официально переименован в международный аэропорт Виннипега, а в 1997 году аэропорт перешёл под контроль Управления аэропортов Виннипега.
В середине 1950-х годов аэропорт входил в первый в мире регулярный полярный маршрут, выполняемый авиакомпанией «Скандинавские авиалинии» (SAS). Для выполнения рейсов использовались пропеллерные Douglas DC-6B. К 1962 году компания TCA (сейчас Air Canada) выполняла еженедельные прямые рейсы в аэропорт Хитроу (Лондон) на реактивных лайнерах Douglas DC-8. В 1963 году авиакомпания Northwest Airlines также выполняла рейсы из аэропорта в несколько аэропортов США. К 1970 году география маршрутов Air Canada включала Глазго, Лондон, Копенгаген, Франкфурт. Также в 1970 году компания CP Air выполняла прямые рейсы на самолётах Боинг 737-200 в Сан-Франциско через Калгари и Ванкувер.
Первоначальное главное здание терминала было построено в 1964 году по проекту архитектурной фирмы Green Blankstein Russell and Associates. В 1984 году терминал был расширен и отремонтирован, а в 1998 году рядом с терминалом был построен отель. Историческое главное здание терминала было закрыто 30 октября 2011 года и впоследствии снесено.
10 декабря 2006 года министр транспорта Лоуренс Кэннон объявил, что международный аэропорт Виннипега будет переименован в международный аэропорт имени Джеймса Армстронга Ричардсона в Виннипеге в честь влиятельного бизнесмена и пионера канадской коммерческой авиации из Виннипега.

## Возможности аэропорта

### Главный терминал
Главный терминал аэропорта Виннипега был спроектирован аргентинским архитектором Сезаром Пелли и компанией Stantec. В дизайне терминала отражён характерный ландшафт Виннипега, обширные прерии и небо провинции Манитоба. Это был первый терминал аэропорта в Канаде, получивший сертификат LEED за свою экологически чистую концепцию, дизайн, строительство и эксплуатацию. Терминал строился в два этапа: строительство началось в 2007 году, а официальное открытие состоялось 30 октября 2011 года. В ноябре 2006 года были открыты многоуровневая подъездная дорога и четырёхуровневая парковка на 1559 мест.
Аэропорт предлагает услугу предварительного таможенного досмотра на границе США.

### Терминал авиакомпании Perimeter
Perimeter Aviation — региональная авиакомпания, которая управляет собственным небольшим зданием терминала в международном аэропорту Виннипега и выполняет пассажирские, грузовые и чартерные перевозки. Флот авиакомпании состоит из небольших винтовых самолётов, а направления работы — небольшие отдалённые населенные пункты по всей Северной Манитобе и Северо-Западному Онтарио, Большинство сервисов, предлагаемых в основном терминале аэропорта, для подобных рейсов не нужны, поэтому использование отдельного терминала экономит время и ресурсы.
Здание терминала расположено в 2,6 км к югу от главного здания.

### Другие возможности
4 июня 2010 года на территории аэропорта был открыт крупный центр обработки почты Canada Post площадью около 23 тысяч квадратных метров. Он расположен к востоку от главного здания терминала. Здесь обрабатывается вся почта и посылки для Манитобы, а также частично для Онтарио и северных территорий Канады.
Рядом с главным терминалом аэропорта, расположены три отеля.

#### ЦентрПорт Канада
Международный аэропорт имени Ричардсона включен в новый сухой порт, где предполагается создание распределительных центров, складов и производства.

## Авиакомпании и направления

### Годовой трафик
| Год      | Пассажиры | % изменять |
| -------- | --------- | ---------- |
| 2010 год | 3 369 974 | ▬          |
| 2011 год | 3 389 237 | ▲ 0,6 %    |
| 2012 год | 3 538 175 | ▲ 4,4 %    |
| 2013 год | 3 484 252 | ▼ −1,5 %   |
| 2014 год | 3669797   | ▲ 5,3 %    |
| 2015 год | 3778035   | ▲ 2,9 %    |
| 2016 год | 4 015 200 | ▲ 6,9 %    |
| 2017 год | 4 305 744 | ▲ 7,2 %    |
| 2018 год | 4 484 343 | ▲ 4,5 %    |
| 2019 год | 4 484 249 | ▼ 0,0 %    |
| 2020 год | 1 299 225 | ▼ 71,1 %   |
| 2021 год | 1 223 054 | ▼ 5,9 %    |
| 2022 год | 3 031 113 | ▲ 147,8 %  |

## Наземный транспорт

### Автомобильный
Международный аэропорт Виннипега расположен в городе Виннипег. На территории расположено несколько краткосрочных и долгосрочных парковок.

### Автобусное сообщение
Аэропорт обслуживается двумя автобусными маршрутами. В октябре 2014 года для электробусов Winnipeg Transition была добавлена зарядная станция. На территории аэропорта расположен пассажирский и грузовой автовокзал для междугородних автобусных линий, однако в последнее время он обслуживает очень мало маршрутов. Есть трансфер между международным аэропортом Виннипега и вторым по величине городом Манитобы, Брэндоном.